# Concord West, New South Wales
Concord West este o suburbie în Sydney, Australia.